# Darlie
Darlie (tiếng Trung: 好来; bính âm: hǎo lái; nghĩa đen 'hawley'), tên cũ: Darkie,(tiếng Trung: 黑人; bính âm: hēirén; nghĩa đen: "người da đen") là một nhãn hiệu kem đánh răng của Hawley & Hazel Chemical.

## Thị trường
Mùi hương truyền thống của Darlie là bạc hà.
Tính đến  năm 1989, nhãn hiệu này chiếm 75% thị phần tại Đài Loan, 50% tại Singapore, 30% tại Malaysia và Hong Kong, 20% tại Thái Lan.